# Cartografia crítica
La cartografia crítica, cartografia ciutadana o contracartografia és un conjunt de noves pràctiques cartogràfiques i crítiques teòriques basades en la teoria crítica. Es diferencia de la cartografia acadèmica en què vincula el coneixement geogràfic amb el poder, i així, esdevé política.
Es considera com a pioner de la cartografia crítica a John Brian Harley, professor de Geografia de la Universitat de Wisconsin a Milwaukee. Des de la seva mort en 1991, el camp de la cartografia han sorgit teories que identifiquen l'escriptura de mapes com una qüestió social i com a l'expressió de poder i coneixement. Les principals figures que han recollit els punts de vista de Harley són Denis Cosgrove, Denis Wood, Jeremy Crampton, Krygier John i Kevin St. Martin. Els mapes, ara, són vistos com a possibles llocs de poder i coneixement. Són fonts de coneixement de la geografia, dels llocs i de les persones i, al mateix temps, s'obren les portes al fet que es puguin reformular com a elements d'expressió artística i consciència col·lectiva.

## Principals autors

### John Brian Harley
John Brian Harley (1932-1991) va ser un geògraf, cartògraf i historiador. Va donar conferències a les universitats de Birmingham, Liverpool, Exeter i Wisconsin Milwaukee. Algunes de les seves obres inclouen County Map-Maker (1962), Maps for the local historian (1972), Ordnance Survey Maps: a Descriptive Manual (1975), Concepts in the History of Cartography (1980) i The New Nature of Maps (2001), la qual va ser una combinació dels seus assajos i va ser publicada després de la seva mort. Va considerar que els mapes són documents amb marcats components socials que cal entendre en els seus contextos històrics que inclouen les situacions en què es van fer i utilitzar. Si bé es poden interpretar a valor nominal, els mapes també posseeixen un simbolisme que pot comunicar poder polític La idea de Harley sobre la construcció social dels mapes es va consolidar pels pensaments que els mapes són, de fet, transitoris i no permanents; tenen la capacitat de canviar amb el temps d'acord amb la societat que els llegeix. La cartografia permet inscriure el poder sobre la terra. Harley va descoratjar la gent de creure que els mapes estaven “per sobre de la política del coneixement”.

### Denis Cosgrove
Denis Cosgrove (1948-2008) va ser un professor de geografia a la UCLA que es va ocupar del paper de les imatges espacials i la representació en la creació i comunicació del coneixement. També estava interessat en el món físic i els límits que posava en el progrés humà. Va diferenciar entre cultures dominants i alternatives, assenyalant que la cultura dominant controla la representació cartogràfica d'una regió determinada.

### Denis Wood
Denis Wood (1945) és un cartògraf i antic professor de disseny en la North Carolina State University. En la seva obra The Power of Maps (1992), Wood critica la visió positivista dels cartògrafs moderns i assenyala els mapes com a arguments socialment construïts sobre codis semiòtics consistents. Seguint la línia d'altres cartògrafs crítics com John Brian Harley, Wood s'oposa a la idea que els mapes representen la realitat, sostenint que el que realment representen és una acurada selecció de contingut gràficament disposat en una escala específica.

### Jeremy Crampton
Des del 2018, Jeremy Crampton és professor d'Anàlisi de Dades Urbanes a la University of Newcastle School of Architecture, Planning & Landscape. Anteriorment, va exercir com a professor a la Universitat de Kentucky, la Universitat de Geòrgia i la Universitat George Mason. Va assistir a la reunió de 1993 a Friday Harbor i ha escrit diverses ressenyes de literatura sobre cartografia, SIG crític i teoria social. També ha fet diverses contribucions a l'aplicació de la teoria de Michel Foucault en l'àmbit de la geografia.

### Tania Rossetto
Tania Rossetto és professora de Geografia Cultural en la Università degli Studi di Padova. La seva teoria s'allunya de la resta de cartògrafs crítics en tant que, si bé reconeix les seves possibilitats com a objectes socialment construïts, qüestiona la definició tradicional del mapa i argumenta que són objectes amb una agència pròpia i independència de l'ésser humà, idea que explora en la seva obra Object-Oriented Cartography: Maps as Things. Així, es converteix en una pionera en l'aplicació de l'ontologia orientada a objectes (OOO).

## Temes

### Censura cartogràfica
Hi ha dos tipus principals de censura cartogràfica. Una és la censura de la informació per servir els interessos de defensa d'un estat, i l'altra és per fer complir els valors socials i polítics. La censura en interès de la defensa pot incloure l'omissió o l'ofuscació de bases militars o infraestructures, així com llocs que poden ser vulnerables a atacs com oleoductes o subestacions de poder. La censura com a forma de fer complir els valors socials i polítics es destaca a l'apartat d'aquesta pàgina etiquetada com a “Colonialisme”.

### Colonialisme

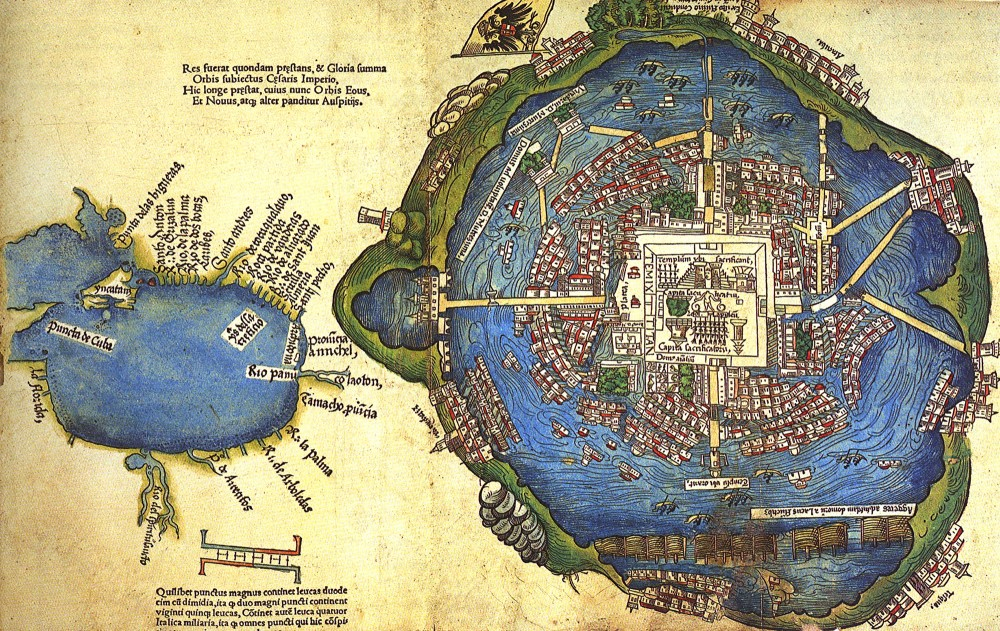
Mapa de Tenochtitlán fet en el segle XVI per colons cristians. Es pot apreciar com es fa servir toponímia castellana.

En el seu capítol Mapes, Coneixement, Poder, Harley afirma que els mapes es van utilitzar en la promoció colonial perquè els mapes reclamaven terres en nom dels colons abans que fossin efectivament ocupats. Molts exploradors d'Amèrica, inclòs Cristòfor Colom, van crear mapes del continent que van definir els inicis polítics, econòmics i culturals de l'Amèrica colonial. Aquests mapes van ser inscrits en ubicacions d'Amèrica amb noms cristians occidentals. Els cartògrafs crítics argumenten que aquests noms van ajudar a establir el territori com a compatible amb els sistemes de govern occidentals i, per tant, podrien ser conquerits i controlats. Per exemple, els colons anglesos van prendre possessió d'una àrea dels Powhatan anomenada Tsenacomoco i van establir una colònia anglesa anomenada "Virginia". Van explotar la comunitat indígena per crear els mapes que els van ajudar a establir colònies. Més tard, a l'Orient Mitjà, les autoritats colonials britàniques a Palestina van imposar un règim de cartografia de propietats per reemplaçar les pràctiques locals que negociaven les fronteres i l'ús de la terra, canviant el poder dels camperols a les institucions colonials.
Els cartògrafs crítics apunten a la creixent popularitat dels sistemes de cartografia digital (com Google Maps, Apple Maps i Microsoft Bing Maps) com a ressaltat del paper de la cartografia en la representació dels territoris ocupats. Mentre que parts dels territoris ocupats estan etiquetades als mapes (per exemple, Cisjordània i la Franja de Gaza), el nom del país associat amb aquests territoris no sempre està etiquetat al mapa.

### Contramapatge
El contramapatge es refereix principalment als mapes fets per cartògrafs indígenes, però també pot incloure mapes d'altres fonts. Els contramapers funcionen com a reacció al que descriuen com a invasió per influències colonials. Els contramapes s'han utilitzat per pressionar les reclamacions indígenes de drets sobre la terra.

#### Palestina
Molts cartògrafs crítics s'han dedicat a contra-mapejar per reescriure la narrativa de la història de l'expansió d'Israel als territoris disputats amb Palestina. Un exemple és el mapa del Counter Cartographies Collective sobre quina part de la terra pertanyia a quin país des de 1948. Un altre exemple és com els mateixos refugiats palestins van utilitzar Google Earth per cartografiar els pobles palestins originals que Israel va destruir després de la seva independència el 1948. Aquests mapes són intents de mostrar una perspectiva palestina sobre el conflicte Israel-Palestina.

#### Kibera, Kenya
El 2008, un equip de cartògrafs va treballar amb els residents de Kibera, Kenya, per cartografiar la ciutat. Des de llavors, un equip format de locals ha reunit dades censals de més de 15.000 persones i ha cartografiat 5000 estructures, serveis (banys públics, escoles) i infraestructures (sistema de drenatge, subministrament d'aigua i electricitat) al poblet de Kianda, un dels 13 poblets de Kibera. A partir de les dades recollides a Kianda, l'equip del Projecte Map Kibera va estimar que Kibera podria ser habitada per una població total que va des de 235.000 fins a un màxim de 270.000 persones. El 2011, Penn State va produir un documental sobre la història del mapatge de Kibera. El mapatge de Kibera és un exemple de contramapatge, ja que els indígenes de Kibera van participar en el mapatge de la seva pròpia terra en lloc de fer que la seva terra es cartografia des de fonts estrictament externes. Abans que els residents mapegessin la seva ciutat, l'àrea de la ciutat era un espai en blanc a Google Maps assenyalat amb només l'etiqueta de “Kibera”, però ara inclou més detalls.

#### Perspectiva de gènere
La crítica feminista ha argumentat que la cartografia tradicional té un component de gènere en tant que el poder polític ha plasmat sobre ells uns ideals que han pogut ser part del procés de construcció de la masculinitat. Les cartografies feministes, per tant, busquen revocar aquesta idea mitjançant la integració de les dones i altres gèneres dissidents com a subjecte polític i social de la cartografia. Un exemple d'això és el projecte col·laboratiu Map (y)our feminist strike, en el qual es mapan les diferents vagues globals del 8 de març. De manera similar, les comunitats queer i LGBT han buscat convertir-se en subjecte cartogràfic mitjançant altres projectes col·laboratius com Queering the Map, on els usuaris poden situar en un mapa col·lectiu les seves experiències queer personals.

### Projecció de Mercator
El 1569, Gerardus Mercator va introduir una projecció de mapa de la Terra que ara es coneix com la projecció de Mercator, amb el propòsit de preservar els rodaments de brúixola a costa de distorsionar altres aspectes de la mida i la forma. Aquesta projecció mantenia les línies longitudinals igualment espaiades, però espaiava les línies latitudinals. Aquestes línies estaven més separades a mesura que augmentava la seva distància de l'equador. L'objectiu d'aquest canvi d'espai és assegurar que si es mesuren quants graus a l'est del nord hi ha una determinada direcció, sempre apareixerà en el mapa tan sols com molts graus en el sentit de les agulles del rellotge des d'una línia que apunta cap amunt, independentment d'on estigui en el mapa.
Tanmateix, això té l'efecte que les zones més allunyades de la costura de l'Equador són desproporcionadament grans. Groenlàndia, per exemple, sembla ser més gran que el continent d'Àfrica. En realitat, la zona d'Àfrica és 14 vegades més gran que la de Groenlàndia. Molts cartògrafs van argumentar que, com que la mida sovint s'associa amb el poder i la rellevància internacional, Europa es representa com a desproporcionadament gran respecte a llocs com Àfrica i Oceania perpetua nocions d'eurocentrisme. Les aplicacions de mapatge web utilitzen una versió de la projecció Mercator coneguda com a Web Mercator.
Altres projeccions de mapatge inclouen la projecció de Peters i la de Robinson. La projecció de Peters intenta preservar l'àrea, però distorsiona les formes de les masses de terra. Les projeccions de Robinsons intenten reduir la quantitat de distorsió general i es poden veure com una síntesi entre les altres dos.

### Els mapes en l'educació
Partint de la idea que els mapes són projeccions d'un discurs polític determinat en un moment i lloc, poden ser utilitzats com a eina pedagògica per a donar a entendre les diferents perspectives que s'ha tingut sobre un mateix territori en diferents contextos històrics i culturals. La recuperació del patrimoni cartogràfic indígena, per exemple, ha permès contrastar perspectives respecte al poder colonial dominant mitjançant la comparació del material cartogràfic produït per totes dues parts, traient a la llum unes narratives que durant molt de temps han estat silenciades en la història.

### Els mapes en l'art
La redefinició del mapa com a objecte amb unes possibilitats més enllà de la representació cartogràfica tradicional plantejada per autors com Tania Rosetto ha permès crear un marc teòric sobre el qual explorar els mapes com una eina d'expressió artística i transmissió d'idees. Un exemple d'això és la instal·lació artística realitzada per Quim Bonastra i Glòria Jové al campus de la Universitat Jaume I.